# Віньєтування

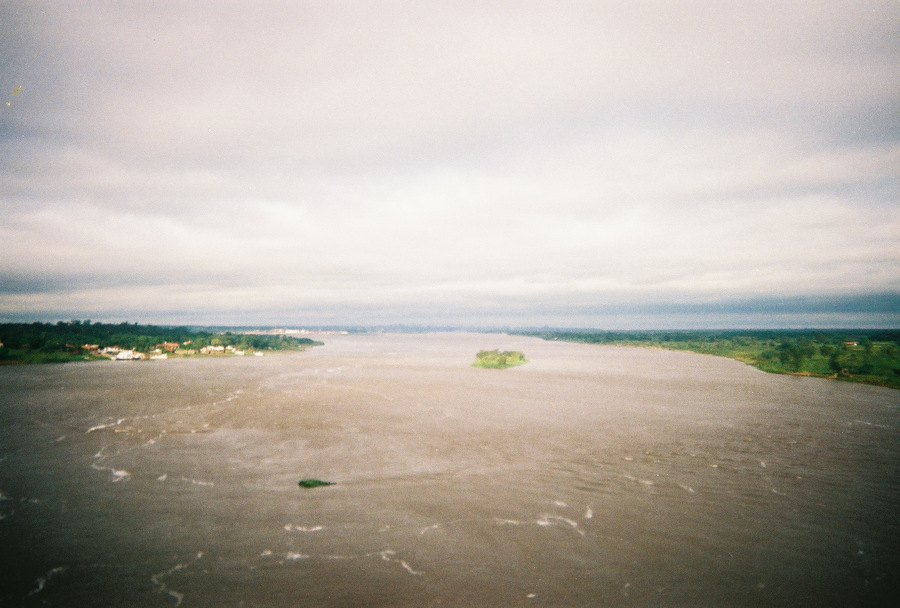
Фотографія з віньєтуванням

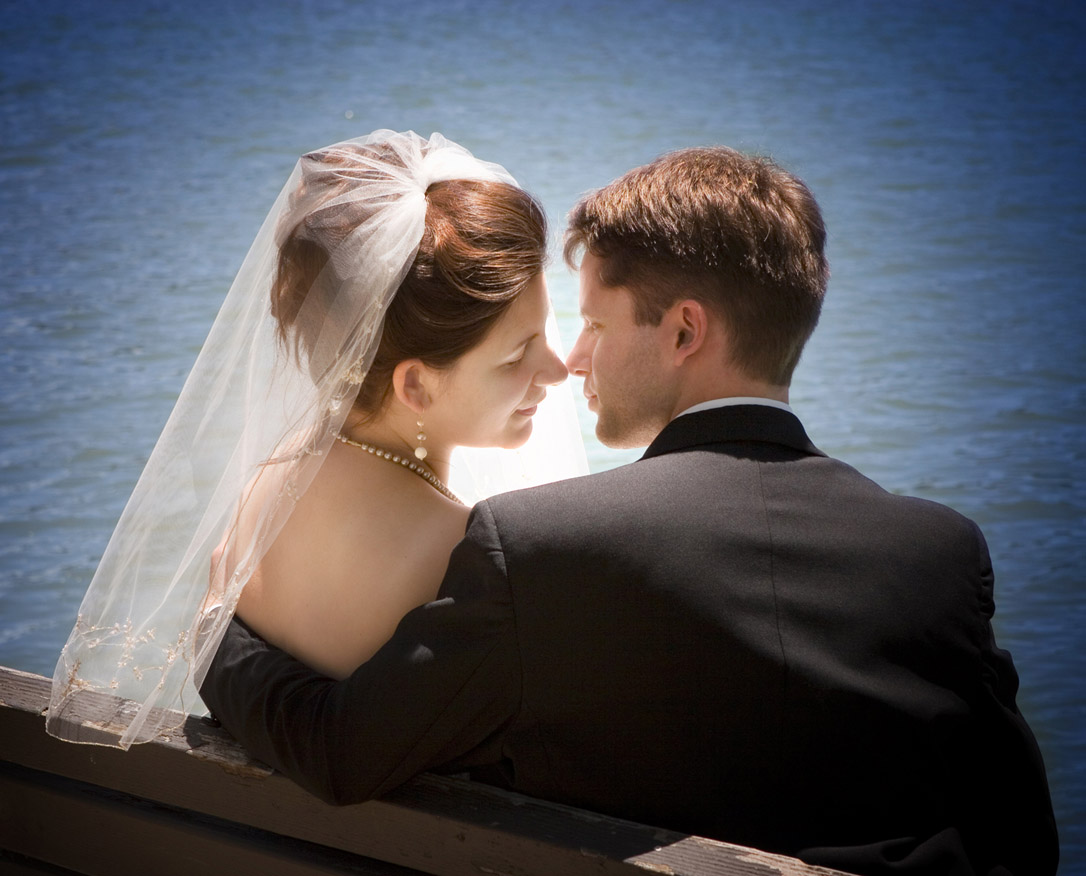
Фотографія, на якій віньєтування застосоване як художній прийом

Віньєтування (фр. vignette — заставка) — затемнення зображення по краях кадру в фотографії і оптиці внаслідок ослаблення світлового потоку, що проходить під більшим кутом до оптичної осі в оптичній системі.
Віньєтування характеризується коефіцієнтом віньєтування — величиною, що кількісно визначає спад освітленості зображення, що створюється оптичною системою, і дорівнює відношенню величин тілесних кутів або площ поперечних перерізів пучків світла, що утворюють зображення точок на краю поля зображення і в центрі. Існуючі методи цифрової обробки зображень дозволяють частково компенсувати віньєтування.

## Віньєтування в фотографії
Віньєтування призводить до поступового спадання яскравості зображення від центру до країв, відповідно найбільше помітне по кутах кадру. Термін застосовується і до штучного затемнення частини зображення.
Віньєтування, як правило, характерне для ширококутних об'єктивів, телеоб'єктивів, а також для оптичних систем з великою світлосилою. При зменшенні відносного отвору (діафрагми) в оптичній системі ефект віньєтування знижується або ж зникає зовсім.
У цифровій фотографії з моменту випуску об'єктивів, призначених для камер з малорозмірними матрицями (так званих «кропнутих»), віньєтування з'являється у випадку, якщо застосувати на повноформатній камері об'єктив, призначений для кропнутої камери.
На ширококутних об'єктивах віньєтування може з'являється в разі використання фільтрів з товстою оправою або бленд з замалим кутом розкриву.
Небажане віньєтування можна частково або повністю прибрати при редагуванні фотографій або ж автоматично. Наприклад, в камерах Canon є функція корекції периферійного освітлення.
Віньєтування може бути бажаним при використанні в художніх цілях, або небажаним — наприклад, при складанні панорами.